# FIFA 11
FIFA 11 (cunoscut în SUA și sub numele de FIFA Soccer 11) a fost lansat de Electronic Arts pe 1 octombrie 2010. Jocul a fost anunțat pentru Playstation 3, Playstation 2, PlayStation Portable, Xbox 360, Nintendo Wii, Nintendo DS și PC. FIFA 11 este al 18-lea joc al seriei FIFA. Realizatorii jocului au anunțat că în 2010 grafica NEXT-GEN (PS3, Xbox 360) va fi introdusă și pe PC.

## Caracteristici noi
- Modul de joc Next-Gen pe PC — motorul de joc folosit pe platformele Playstation 3 și Xbox 360 este disponibil și pe PC.
- FIFA World (PC) — această opțiune va apărea pe PC după ce era folosită doar pe Playstation 3 și Xbox 360. Cu această opțiune, utilizatorul își va putea crea propria față pentru avatar, se va putea duela cu jucători din alte țări și va putea concura pentru un loc cât mai bun în clasament.
- Personalitate+ (Xbox 360 și PlayStation 3) — acest sistem dispune fiecărui jucător să aibă personalitatea sa.
- Pro Passing (Xbox 360 și PlayStation 3) — este un nou sistem de pase, în care jucătorul își poate alege singur traiectoria și viteza mingii cu gamepadul.
- Be a Goalkeeper (PS3, Xbox 360, PS2, PSP): EA Sports a lansat un trailer al jocului FIFA 11 cu sloganul „Noi suntem 11”. Prin acesta s-a confirmat posibilitatea de a juca ca portar în FIFA 11, precum și meciuri în care fiecare jucător poate fi controlat de câte o persoană, în meciuri de 11 vs. 11. Jucătorul poate plonja și sări cu portarul pentru a respinge mingile.[2]
- Celebrări îmbunătățite (PS3, Xbox 360): Bucuria de după gol este acum capturată de camerele din joc, față de scenele separate cum era înainte. Au fost adăugate mai multe celebrări acrobatice, precum saltul pe spate, dar și bucuria de după gol specifică fiecărui jucător mare, care poate fi activată prin apăsarea unui buton.[3]
- Dribbling 360° (PS3, Xbox 360, PC): Sistemul de dribling de 360° permite un control mai mare a mingii, cu jucătorii fiind capabili să găsească spații între fundașii adverși mult mai ușor ca în edițiile precedente. Au fost adăugate mai multe trucuri și abilități, în special pentru fotbaliștii cu multe stele la „skill” (precum Ronaldinho, Cristiano Ronaldo, Lionel Messi și Kaka).[4]
- Street Football (Wii): Jucătorii au acces și la modul 5 vs. 5 de fotbal de strată, pe lângă tradiționalul 11 vs. 11.[5][6]

FIFA 11 include 31 de ligi licențiate (incluzând aici și diviziile secunde și a treia și a patra ligă britanică), din 24 de țări, precum și 39 de echipe naționale.

## Coloană sonoră
| - Adrian Lux - "Can't Sleep" - Ana Tijoux - "1977" - Caribou - "Odessa" - Charlotte Gainsbourg - "Trick Pony" - Choc Quib Town - "El Bombo" - Chromeo - "Don't Turn The Lights On" - Dan Black - "Wonder" - Dapuntobeat - ":0 (Dos Punto Cero)" - Dum Dum Girls - "It Only Takes One Night" - Ebony Bones - "W.A.R.R.I.O.R." - Gorillaz - "Rhinestone Eyes" - Groove Armada - "Paper Romance" - Howl - "Controller" - Jónsi - "Around Us" - Jump Jump Dance Dance - "White Picket Fences" - Ladytron - "Ace of Hz" - LCD Soundsystem - "I Can Change" | - Linkin Park - "Blackout" - Locnville - "Sun In My Pocket" - Malachai - "Snowflake" - Maluca - "El Tigeraso" - Mark Ronson (feat. Simon Le Bon și Wiley) - "Record Collection" - Massive Attack - "Splitting the Atom" - MGMT - "Flash Delirium" - Ram Di Dam - "Flashbacks" - Scissor Sisters - "Fire With Fire" - The Black Keys - "Tighten Up" - The Pinker Tones - "Sampleame" - Tulipa Ruiz - "Efêmera" - Two Door Cinema Club - "I Can Talk" - We Are Scientists - "Rules Don't Stop" - Yeasayer - "O.N.E." - Zémaria - "The Space Ahead" |